# L'Intoxe
L'Intoxe est une pièce de théâtre de Françoise Dorin, mise en scène Jean-Laurent Cochet, au Théâtre des Variétés le 3 novembre 1980. 

## Fiche technique
- Auteur : Françoise Dorin
- Mise en scène : Jean-Laurent Cochet
- Décors : Jean Mandaroux
- Costumes : Sylvie Poulet et Per Spook
- Lumière : André Benyeta
- Durée : 140 minutes (2 h 20)
- Date : 3 novembre 1980 au Théâtre des Variétés

## Distribution
- Jacques Dufilho : Monsieur Doucet
- Jeanne Moreau : Marie-Pierre repris par Danielle Darrieux (à partir de Juin 1981)
- Josy Lafont : Mercedes
- Anne Parillaud : Sophie
- Gabriel Cattand : Antoine
- Jean-Paul Solal : Jean-luc
- Jacques Fontanel : Manuel
- Pascal Mazzotti : Le docteur Vaneau
- Fernand Berset : L'écrivain
- Jackie Sardou : La marchande de journaux
- Isabelle de Botton : La jeune femme
- Laurence Badie : La contractuelle